# Kihelkonna laht
Kihelkonna laht (Kihelkonnaviken) är en vik i Estland. Den ligger i Kihelkonna kommun i landskapet Saaremaa (Ösel), i den västra delen av landet, 200 km sydväst om huvudstaden Tallinn. Viken ligger utmed Ösels västkust ut mot Östersjön, sydväst om udden Tagamõisa poolsaar (tyska och svenska även Hundsort), öster öm ön Vilsandi (Filsand) och nordväst om småköpingen Kihelkonna (Kielkond) och halvön Papissaare poolsaar (Papenholm).